# Shediac Bay
Shediac Bay är en vik i Kanada.   Den ligger i provinsen New Brunswick, i den östra delen av landet, 900 km öster om huvudstaden Ottawa.
Runt Shediac Bay är det ganska glesbefolkat, med 22 invånare per kvadratkilometer.